# 신세토역
신세토역(일본어: 新瀬戸駅, しんせとえき)은 일본 아이치현 세토시에 소재하는 나고야 철도 세토선의 역이다. 역 번호는 ST18이다. 세토 시 내에 있는 철도역 중에서 1일 승하차량이 가장 많은 역이다.
세토 시의 중심 시가지는 오래 전부터 오와리세토 역 주변에 있었지만, 최근 당역 주변에 새로운 시가지가 형성되고 있다.

## 역사
- 1905년 4월 2일: 요코야마역으로 영업 개시.
- 1935년 6월 1일: 오와리요코야마역으로 역명 변경.
- 1971년
  - 11월 1일: 신세토역으로 역명 변경.
  - 12월 1일: 역 건물 완성.
- 1985년 3월 1일: 메이테쓰 스토어의 역 대행 위탁 업무 해약.
- 1989년 7월 20일: 교상역사화.
- 2006년 12월 16일: 트랜 패스 도입.
- 2011년 2월 11일: IC카드 승차권 manaca 도입.
- 2012년
  - 2월 29일: 트랜 패스 공용 종료.
  - 3월 26일: 미나미구치 연결 통로 완성.

## 역 구조
상대식 승강장 2면 2선의 지상역에서 교상 역사를 갖는다. 종일 유인역으로 자동 매표기, 자동 개찰기, LED간이 열차 안내, 엘리베이터 등의 설비가 있다.

### 승강장
| 번호 | 노선      | 방향 | 행선                    |
| ---- | --------- | ---- | ----------------------- |
| 1    | ■ 세토 선 | 하행 | 오와리세토 방면         |
| 2    | ■ 세토 선 | 상행 | 오조네・사카에마치 방면 |

## 역 주변
- 아이치 환상 철도선 세토시 역
- 세토 경찰서 마고타 파출소
- 세토 시 소방 본부
- 아이치 현 세토 보건소
- 일본연금기구 세토 연금 사무소
- 세토 시립 미즈미나미 초등학교
- 코나미 스포츠 클럽 세토점
- 홈 센터 안토 세토점
- 갓파 초밥 세토점
- 시마무라 세토점
- 스테이크노미야 세토점
- 롯데리아 세토점
- 니시마쓰야 세토 미즈노점
- TSUTAYA 세토 교에이도리점
- 세토 신용 금고 본점
- 육상자위대 세토 모집 사무소
- 공립 도세이 병원
- 세리머니 홀 세토 영빈관
- 세토 한인 회관
- 야마다 전기 세토점
- 신세토 스테이션 호텔
- 히토마쓰 여관
- 웨딩 스테이지 그레이 셀
- 씨닥스 세토 클럽
- 세토 우체국
- 세토 시 복지 건강 센터(야스라기 회관)
- 세토시 도서관
- 세토 시 체육관
- 세토 시민 구장
- 세토 시민 공원
- 세토 시민 수영장
- 세토 시 역사 민속 자료관
- 케어 플라자 세토

## 인접역
| 나고야 철도 ■ 세토선        | 나고야 철도 ■ 세토선 | 나고야 철도 ■ 세토선                  |
| --------------------------- | -------------------- | ------------------------------------- |
| ST17 미즈노 사카에마치 방면 | ■ 급행 ■ 준급 ■ 보통 | 세토시야쿠쇼마에 ST19 오와리세토 방면 |